# Große Stelzenwanze

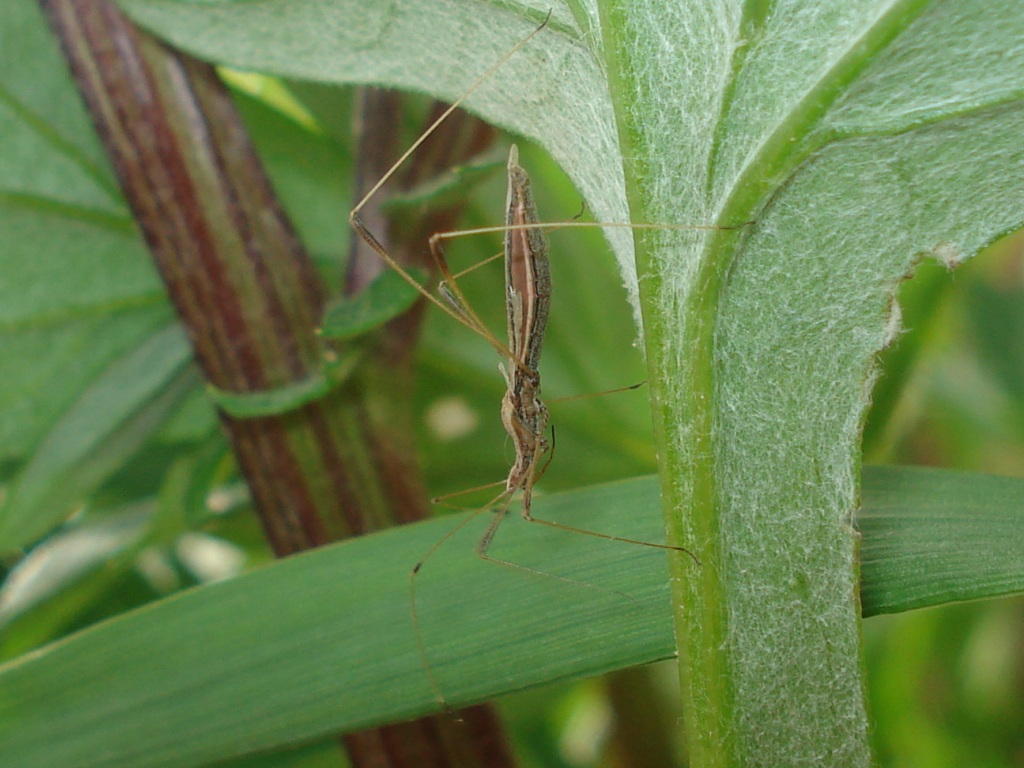
Neides tipularius

Die Große Stelzenwanze (Neides tipularius), auch Schnakenartige Stelzenwanze genannt, ist eine Wanze aus der Familie der Stelzenwanzen (Berytidae).

## Merkmale
Die Wanzen werden 9,5 bis 11,5 Millimeter lang. Sie sind graubraun gefärbt und anhand ihrer sehr langen Schenkel (Femora) der Hinterbeine gut erkennbar. Die ähnlichen Vertreter der Gattung Berytinus sind kleiner und haben ein viel kürzeres zweites Fühlerglied. Die Hemielytren sind immer voll entwickelt (makropter), die Hinterflügel können bei beiden Geschlechtern unterschiedlich stark zurückgebildet sein. Die Nymphen sind grün gefärbt.

## Verbreitung und Lebensraum
Die Art ist vom nördlichen Mittelmeerraum bis in den Süden Skandinaviens und der Britischen Inseln und östlich über Kleinasien und den Kaukasus bis nach Zentralasien verbreitet. In Deutschland und den außeralpinen Teilen Österreichs ist sie weit verbreitet und nicht selten. In Großbritannien ist sie lokal in weiten Teilen des Südens verbreitet. In Irland ist sie selten. Besiedelt werden trockene und warme Gebiete, insbesondere Sandmagerrasen.

## Lebensweise
Die Tiere ernähren sich von verschiedenen krautigen Pflanzen wie etwa Hornkräutern (Cerastium), Arenaria und Leimkräutern (Silene) der Nelkengewächse (Caryophyllaceae), Reiherschnäbel (Erodium) und Storchschnäbel (Geranium) der Storchschnabelgewächse (Geraniaceae), Hauhecheln (Ononis) der Schmetterlingsblütler (Faboideae), Korbblütler (Asteraceae) und andere. Die Imagines saugen auch an Süßgräsern (Poaceae) wie Corynephorus und Straußgräsern (Agrostis). Die Wanzen saugen vor allem an Pflanzen mit drüsiger Epidermis, die Nymphen vor allem an den Nelkengewächsen. Es ist außerdem dokumentiert, dass die Wanzen räuberisch an Blattläusen saugen. Es kann vorkommen, dass sich die Imagines bei Störung tot stellen. Sie strecken dabei die Extremitäten nach vorne und hinten und legen sie am Körper an. Die Überwinterung findet als Imago in Grashorsten oder unter Moos statt. Bereits ab März kann man die Tiere bei der Paarung beobachten, die Eiablage erfolgt ab April. Die Weibchen legen sie in kleinen Gruppen am Boden und an Gräsern, krautigen Pflanzen und Zwergsträuchern ab. Die Nymphen treten teilweise bereits ab Ende April auf; die adulten der neuen Generation ab Juli.

## Belege